# Andornaktálya
Andornaktálya (vyslovováno [andornaktája]) je velká vesnice v Maďarsku v župě Heves, spadající pod okres Eger. Vznikla v roce 1939 spojením dvou obcí Andornak a Kistálya. Téměř bezprostředně sousedí s župním městem Egerem. V roce 2015 zde žilo 2 604 obyvatel, z nichž jsou (dle údajů z roku 2011) 83,8 % Maďaři a 1,1 % Němci.
Blízko vesnice končí jediný zatím dokončený úsek dálnice M25, vycházející z Egeru. Vesnicí prochází řeka Eger-patak. Sousedními vesnicemi jsou Bogács, Egerlövő, Mezőnyárád, Nagytálya, Novaj, Szentistván, Szihalom, Szomolya a Tard, sousedními městy Eger a Mezőkövesd.